# رودلف ران
رودلف ران (بالألمانية: Rudolf Rahn)‏ (و. 1900 – 1975 م) هو دبلوماسي ألماني، ولد في أولم، كان عضوًا في الحزب النازي، توفي في دوسلدورف، عن عمر يناهز 75 عاماً.

## مناصب
تولى منصب سفير
.

## التعليم
تعلم في جامعة توبنغن، وتعلم في جامعة هايدلبرغ، وتعلم في جامعة هومبولت في برلين
.

## جوائز
حصل على جوائز منها:
- صليب الاستحقاق الحربي (22 يونيو 1943)
- صليب حديدي (1939)

## روابط خارجية
- رودلف ران على موقع مونزينجر (الألمانية)